# 萨尔兰足球联赛
萨尔兰足球联赛（德語：Fußball-Saarlandliga），自2012-13赛季起的正式名称为萨尔兰卡尔斯伯格联赛，是萨尔兰足球协会辖下的顶级足球联赛以及德国足球联赛系统中的第六级赛事。联赛在更名前曾使用“协会联赛”的称谓，这一名称已自2009-10赛季起被萨尔兰联赛之下暨萨尔兰范围内的第二级足球联赛所使用。

## 历史
联赛最早是在1947年以“萨尔兰荣誉联赛（Ehrenliga Saarland）”的名义作为西南高级联赛的下级赛事成立。10个创始俱乐部分别为洪堡08、布尔巴赫体育之友、恩斯多夫、布雷巴赫、普鲁士梅尔希韦勒、皮特林根08、路德韦勒、杜德韦勒、布利斯卡斯特尔以及维多利亚许内费尔德。从1948年至1951年期间，萨尔兰脱离了德国足球联赛系统，从而使荣誉联赛成为萨尔兰俱乐部所能参加的最高级别赛事。只有萨尔布吕肯在境外参加了法国足球乙级联赛。
1951年，萨尔兰重返德国联赛系统，其中萨尔布吕肯和普鲁士诺因基兴两个俱乐部被纳入西南高级联赛。而“萨尔兰业余联赛（Amateurliga Saarland）”，如同其现在的名称，成为第三级赛事，位居西南乙组联赛之下。随着德甲联赛在1963年设立，西南乙组联赛被撤销，因此萨尔兰业余联赛仍然作为第三级赛事保留，但自此位居西南地区联赛之下。这种状态甚至在1974年德乙联赛成立后继续维持。
萨尔兰业余联赛在1978年改称“萨尔协会联赛（Verbandsliga Saar）”。与此同时，由于在德乙联赛下方加入了全新的西南高级联赛，协会联赛只能作为第四级赛事运作。而当1994年成立新的地区联赛后，萨尔协会联赛进一步沦落至第五级。
由于德丙联赛在2008年作为第三级赛事成立，协会联赛再降一个台阶，因此他们自2009-10赛季起改称为“萨尔兰联赛（Saarlandliga）”，如今仅位列德国足球联赛系统的第六级。

## 历年冠军

### 荣誉联赛/业余联赛时期
各届冠军必须在赛季结束后参加升级季后赛，以争夺升入更高级别联赛的资格。升级球队以粗体表示。
| - 1948：洪堡 - 1949：诺因基兴 - 1950：萨尔布吕肯体育之友 - 1951：萨尔布吕肯二队 - 1952：萨尔布吕肯体育之友 - 1953：迪林根 - 1954：路德韦勒-瓦恩德特 - 1955：圣英贝特 - 1956：维多利亚许内费尔德 - 1957：洪堡 - 1958：特雷 | - 1959：弗里德里希斯塔尔 - 1960：弗尔克林根06 - 1961：弗尔克林根06 - 1962：弗劳劳滕 - 1963：维多利亚苏尔茨巴赫 - 1964：维多利亚苏尔茨巴赫 - 1965：路德韦勒-瓦恩德特 - 1966：洪堡 - 1967：弗里德里希斯塔尔 - 1968：兰茨韦勒-雷登 - 1969：弗里德里希斯塔尔 | - 1970：特雷 - 1971：弗劳劳滕 - 1972：特雷 - 1973：恩斯多夫 - 1974：圣英贝特 - 1975：杜德韦勒 - 1976：普鲁士诺因基兴 - 1977：普鲁士诺因基兴 - 1978：普鲁士诺因基兴 |

### 萨尔协会联赛时期
自1979年起，萨尔兰冠军可以自动升入更高级别联赛。迪林根（1994年）、红白哈斯伯恩（1999年）、萨尔布吕肯二队（2002年）、梅特拉（2008年）作为亚军也同样升级。
| - 1979：恩斯多夫 - 1980：埃费尔斯贝格 - 1981：红白哈斯伯恩-道特韦勒 - 1982：圣文德尔 - 1983：勒希林弗尔克林根 - 1984：恩斯多夫 - 1985：萨尔韦林根 - 1986：于伯黑恩 - 1987：红白哈斯伯恩-道特韦勒 - 1988：萨尔布吕肯二队 - 1989：希夫韦勒 | - 1990：萨尔05萨尔布吕肯 - 1991：洪堡08二队 - 1992：希夫韦勒 - 1993：梅特拉 - 1994：埃费尔斯贝格 - 1995：奥尔斯马赫 - 1996：于伯黑恩 - 1997：哈尔山布雷巴赫 - 1998：萨尔布吕肯二队 - 1999：特雷 - 2000：梅特拉 | - 2001：萨尔05萨尔布吕肯 - 2002：勒希林弗尔克林根 - 2003：克勒巴赫体育之友 - 2004：哈尔山布雷巴赫 - 2005：红白哈斯伯恩-道特韦勒 - 2006：库茨霍夫 - 2007：克勒巴赫体育之友 - 2008：埃费尔斯贝格二队 - 2009：奥尔斯马赫 |

### 萨尔兰联赛时期
| - 2010：萨尔布吕肯二队 - 2011：勒希林弗尔克林根 - 2012：哈尔山布雷巴赫 | - 2013：威斯巴赫赫塔 - 2014：萨尔05萨尔布吕肯 - 2015：维多利亚耶格斯堡 | - 2016：迪夫伦07 |